# Роза и Корона (художественный клуб)
«Роза и Корона» (англ. Rose and Crown) — клуб художников, коллекционеров и ценителей искусства, существовавший в Лондоне в первой половине XVIII века.

## История
Клуб «для выдающихся мастеров этой нации» (For Eminent Artificers of this Nation) был образован в 1704 году:7–8, когда первым его членом стал гравёр Джордж Вертью. В период его существования клуб «Роза и Корона» являлся одним из наиболее важных мест для собрания художников и знатоков искусства. По словам биографа Джона Смайберта Ричарда Сондерса, вначале клуб был «непристойным» собранием молодых художников и знатоков, которые собирались еженедельно:869, и, очевидно, проводили свои собрания в пабе «Роза и Корона» (Rose and Crown) .
Помимо Джорджа Вертью членами клуба в 1704 году стали Бернард Ленс III, Кристиан Цинке, Уильям Хогарт, Питер Тиллеманс, Марцелл Ларун и Михаэль Даль.
Члены клуба были известны как «Розакоронианцы» (Rosacoronians). Картина в жанре «сцены собеседования», ныне находящаяся в Национальной портретной галерее в Лондоне и атрибутируемая шотландскому художнику Гэвину Гамильтону (ещё одному члену клуба), изображает группу из пятнадцати человек; было высказано предположение, что это групповой портрет «розакоронианцев». В числе участников картины присутствуют сам Гамильтон, Майкл Даль, Джон Вандербанк, архитектор Уильям Кент и скульптор Джон Ризбрак.
Клуб был хорошо связан с более старым и престижным объединением «Виртуозов Святого Луки» (Virtuosi of St Luke; 1689—1743), с которыми его иногда путали. Просуществовал клуб «Роза и Корона» до 1745 года, когда провёл свое последнее собрание в таверне «Полумесяц» (Half-Moon).